# Robert Arthur
Robert Arthur, Jr. (Corregidor, Filipinas, 10 de noviembre de 1909 - Filadelfia, Pensilvania, Estados Unidos, 2 de mayo de 1969) fue un escritor estadounidense conocido fundamentalmente por su creación de la serie de libros juveniles Los Tres Investigadores. 
Nació el 10 de noviembre de 1909 en Fort Mills, Corregidor Island en Filipinas, mientras que su padre, Robert Arthur, Sr., estaba destinado allí como teniente en el ejército de los Estados Unidos. Arthur pasó su infancia moviéndose de un lugar a otro, dondequiera que estuviera destinado su padre. 
Aunque fue aceptado en West Point, Arthur decidió no seguir una carrera militar como su padre y, en cambio, en 1926 se matriculó en William and Mary College en Williamsburg, Virginia. Después de dos años, se trasladó a la Universidad de Míchigan, donde se graduó con una licenciatura en inglés en 1930. 
Después de graduarse, trabajó como editor y luego regresó a la Universidad de Míchigan, donde completó su maestría en Periodismo en 1932.

## Escribir para televisión y prensa
En 1959, se mudó a Hollywood y comenzó a escribir y editar guiones y guiones para programas de televisión.
Sus historias se publicaron en Amazing Stories , Argosy All-Story Weekly , Black Mask , Collier's, Detective Fiction Weekly , Detective Tales , Double Detective , The Illustrated Detective Magazine , The Phantom Detective , The Shadow , Startling Stories , Street & Smith Street & Smith's Revista Detective Story, Thrilling Detective , Unknown Worlds e Wonder Stories .
Además, Arthur escribió varios libros de misterio para niños y adultos jóvenes. Sus historias más exitosas fueron una serie de libros de misterio llamada Los tres investigadores .
Arthur realizó guiones para la radio con gran éxito y también escribió guiones para televisión como The Twilight Zone y el programa de televisión de Alfred Hitchcock , Alfred Hitchcock Presenta y fue un habitual de las antologías prologadas por el director inglés.

## Radio
Arthur, junto con su compañero de escritura David Kogan, fue honrado dos veces por Mystery Writers of America con un premio Edgar al Mejor Drama de Radio. Primero en 1950 por Murder by Experts , y luego en 1953 por The Mysterious Traveler .
Otros créditos de radio incluyen: Dark Destiny (1942), Adventure Into Fear (1945), The Sealed Book (1945), The Teller of Tales (1950) y Mystery Time (1952).

A lo largo de su carrera como guionista, Arthur ganó dos veces el Premio Edgar al mejor Drama para Radio, otorgado por la Mistery Writers of America.
- Datos: Q1937199
- Multimedia: Robert Arthur / Q1937199